# Товстолист
Товстолист, товстянка або красула (Crassula L.)  — рід трав'янистих сукулентів з родини товстолистих, який має майже космополітичне поширення й містить понад 200 видів.

## Етимологія

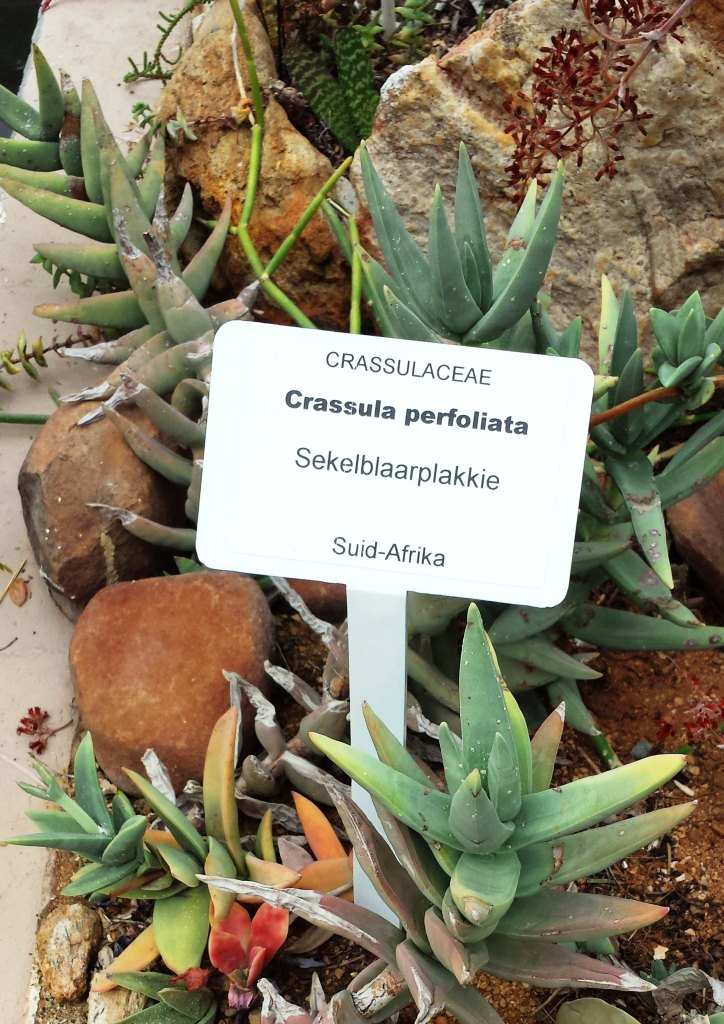
Типовий вид — Crassula perfoliata

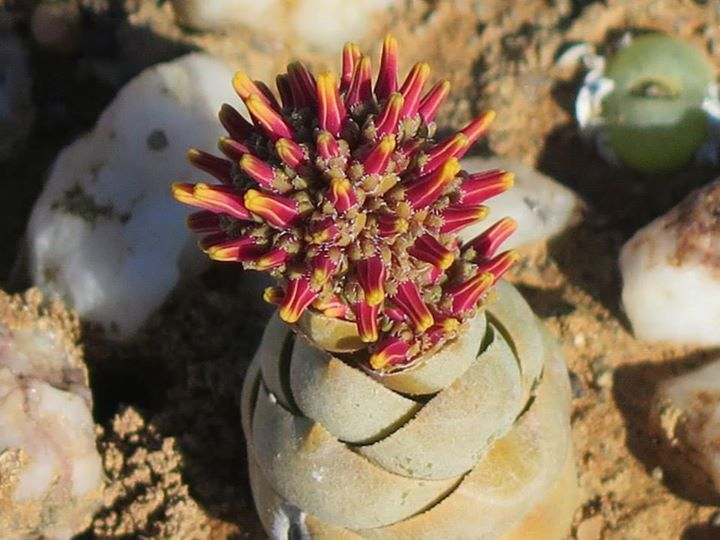
Crassula columnaris

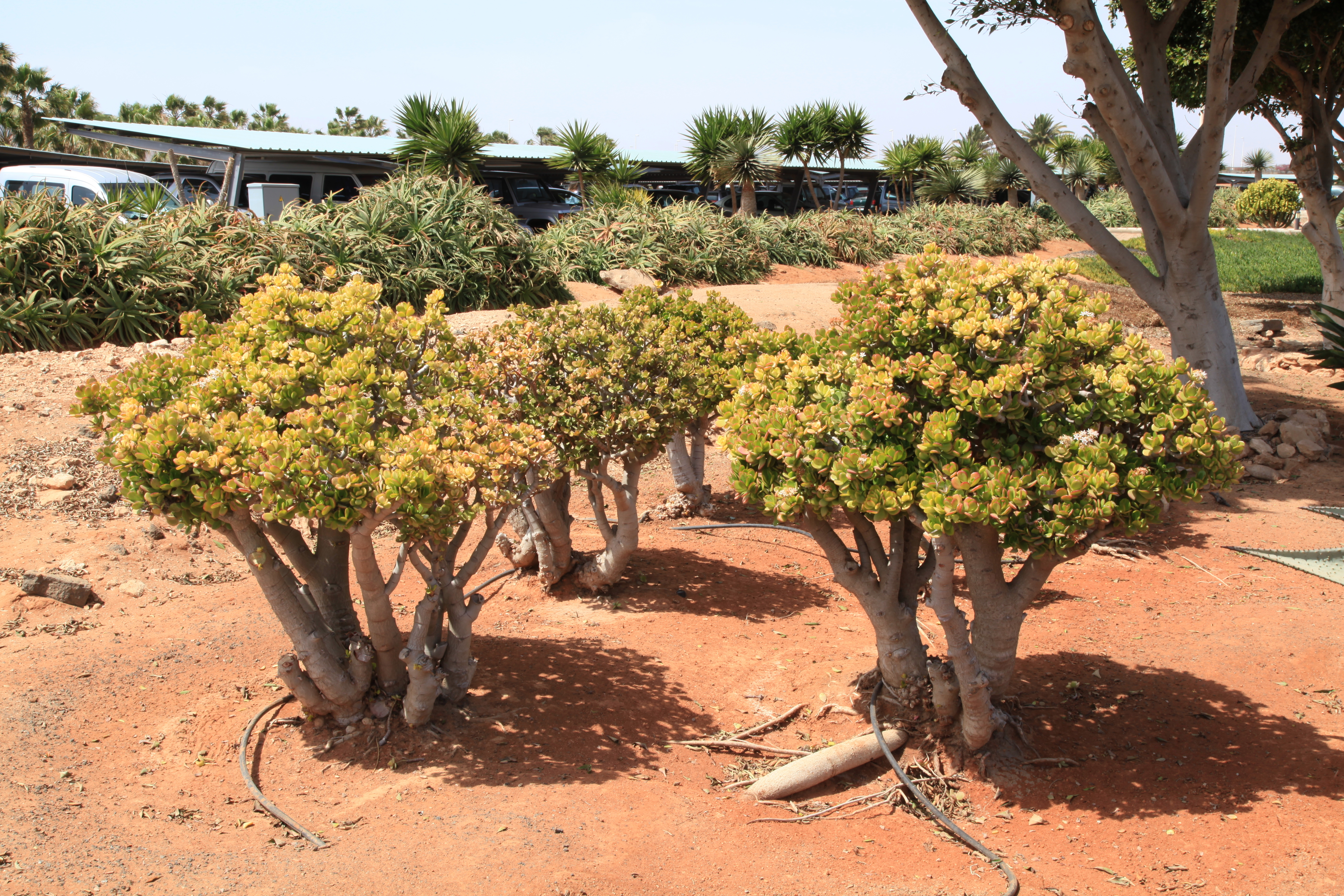
Crassula ovata (грошове дерево) на території аеропорту Пуерто-дель-Росаріо, Фуертевентура, Канарські острови

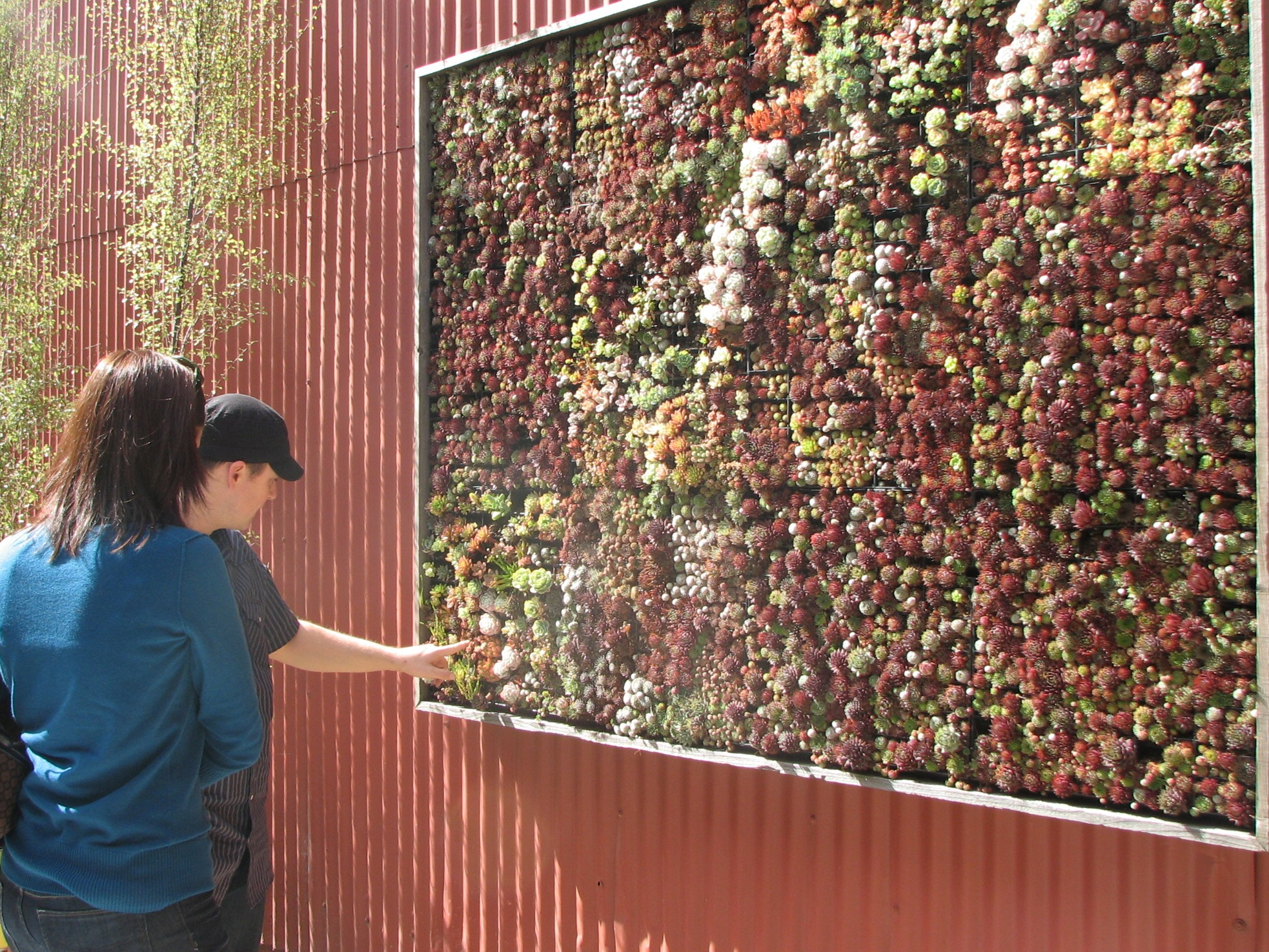
Жива стінка із сукулентів. Складена, в першу чергу із молодил з ечеверіями і красулами

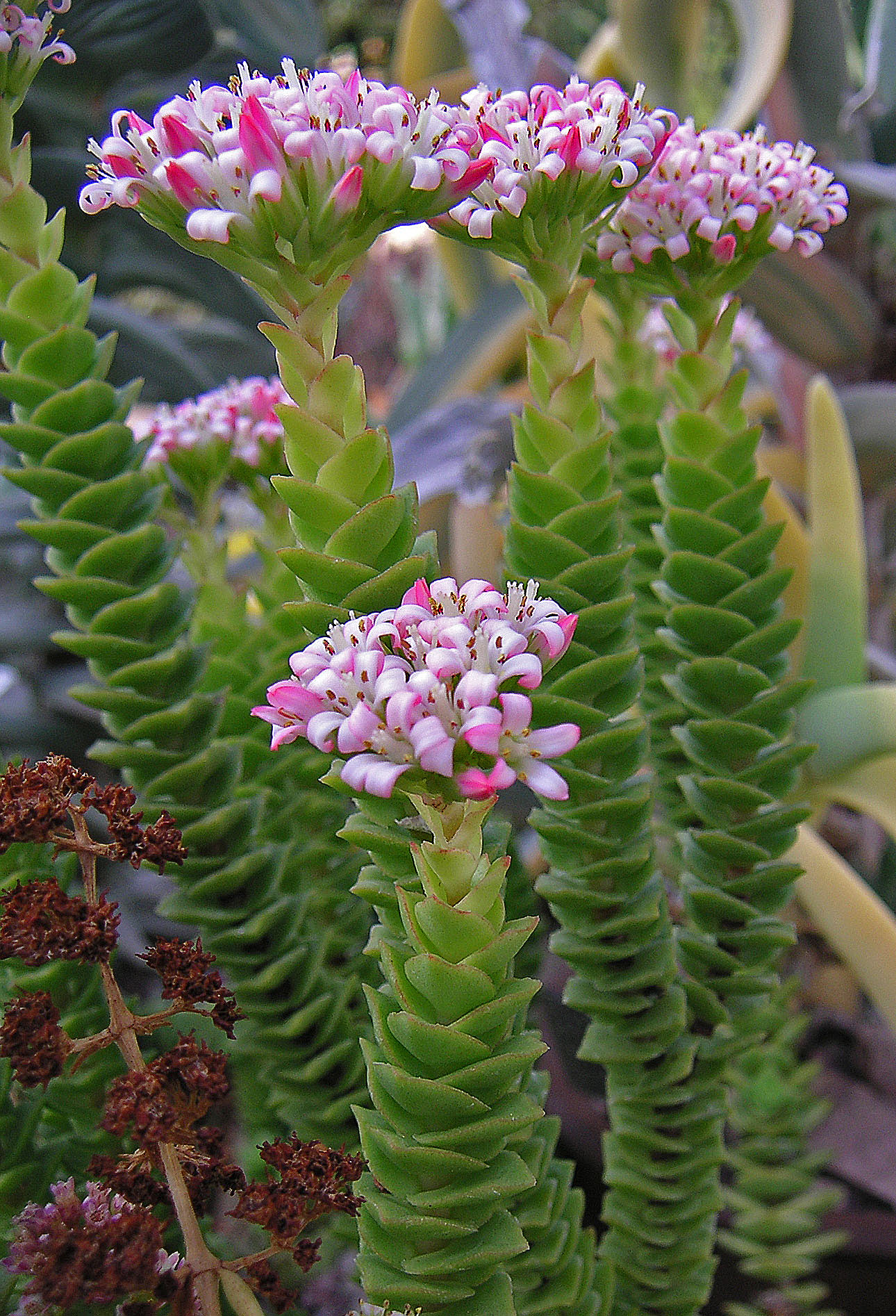
Культивар товстолиста 'Pink-Pagoda' ('Рожева пагода')

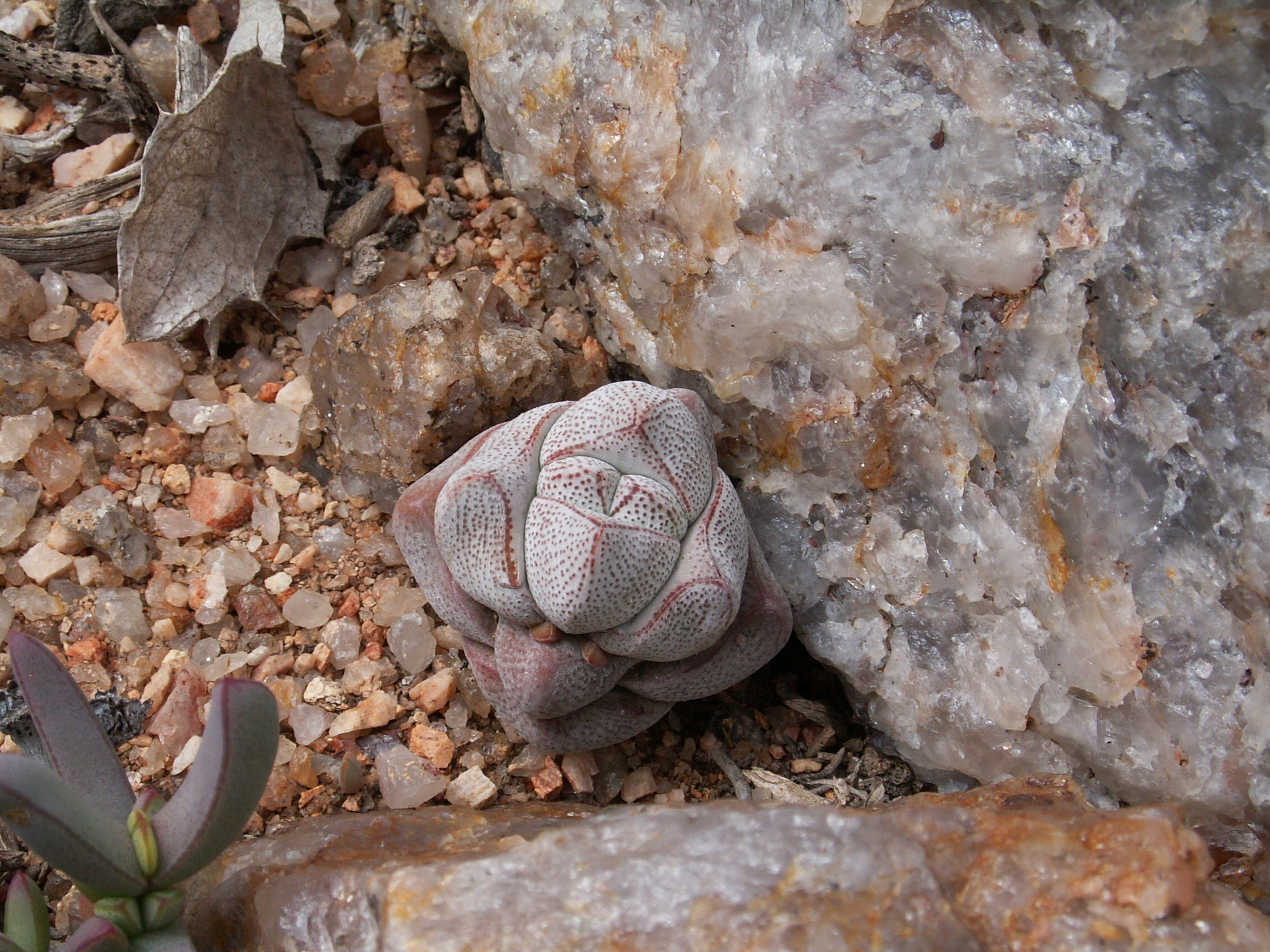
Crassula deceptor в Національному парку Ріхтерсвельд, Північна Капська провінція, ПАР

Назва роду красула (товстолист) походить від лат. crassis — товстий.

## Історія
Перші два зображення рослин, які через 45 років будуть названі Crassula, з'явилися в садівничих довідниках Європи у 1687 році. У 1753 році, коли Карл Лінней почав складати свою бінарну систему найменувань, він описав 21 вид з цього роду. Справжній бум в «окультуренні» товстянок відбувся на початку XIX сторіччя, коли величезна кількість незнайомих рослин, у тому числі і красул, завозилася в Європу з Південної Африки.

## Загальна біоморфологічна характеристика
Багаторічні, рідше дво- або однорічні сукулентні рослини. Стебла прямостоячі або стеляться. Іноді деревоподібні чагарники, що сягають до 3 м заввишки. Листя товстянок — округлі, м'ясисті, сидячі, різноманітні за формою. Край листової пластини — суцільний або зубчастий. Листорозміщення — чергове або супротивне, іноді листки зібрані в щільні розетки. При інтенсивному освітленні дуже часто листя багатьох товстянок можуть забарвлюватися в гаму від червонуватих до темно-вишневих тонів, а їхня поверхня — покриватися ворсинками різної щільності або опуклими дрібними сосочками. Квітки — дрібні, 5-членні, зібрані в напівзонтик або щільне головчасте суцвіття. Квітки деяких видів дуже запашні, забарвлені в білий, рожевий, червоний кольори.

## Поширення
Рід налічує близько 200 видів (див. Список видів роду Crassula), що поширені у Південній і Південно-Західній Африці, на острові Мадагаскар, деякі види зустрічаються у вологих місцях Південної та Західної Австралії, на острові Тасманія. Центром найнасиченішої частини ареалу товстянок є Капська провінція, де виростає три чверті відомих видів.

## Вирощування в культурі
Товстянки дуже різноманітні за габітусом. Багато видів цих рослин вирощують в домашній культурі. Серед них лідером за популярністю є Crassula ovata або «грошове дерево». Селекціонери вивели багато культурних форм і сортів, в тому числі і гібридних, що свідчить про популярність цих рослин у квітникарів. Вирощують поодиноко, або створюючи мікроландшафтні композиції.
Розмножують насінням, стебловими живцями, або вегетативно окремими листками. Живцювання найкраще проводити навесні, у березні-квітні, живці швидко вкорінюються у вологому піску.
Пересаджують рослину навесні, використовуючи землесуміш, що складається з рівних частин листового і дернового ґрунту, торфу та великозернистого піску, або субстрат для кактусів. Для товстолиста важливо забезпечити хороший дренаж, вирощувати можна у невисокій широкій посудині. Влітку рослину поливають залежно від пересихання ґрунту, взимку полив обмежують, при можливості утримуючи за температури 10 — 12 °C. Товстянки легше переносять посуху, аніж надмірне зволоження, яке може призвести до загнивання коріння і загибелі рослини.

## Використання
У народній медицині окремі види товстянок використовують як в'яжучий засіб, з них готують протизапальні настоянки для гортані і краплі для очей, а також застосовують як болевгамовуючий заспокійливий засіб при епілепсії і навіть раці.

## Охоронні заходи
15 видів роду Товстянка входять до Червоного списку Міжнародного Союзу Охорони Природи:
| - Crassula alticola — статус: «Найменший ризик» - Crassula aphylla — статус: «Найменший ризик» - Crassula aurusbergensis — статус: «Найменший ризик» - Crassula campestris — статус: «Найменший ризик» - Crassula elatinoides — статус: «Даних недостатньо» - Crassula gemmifera — статус: «Найменший ризик» - Crassula hedbergii — статус: «Найменший ризик» | - Crassula inanis — статус: «Найменший ризик» - Crassula leachii — статус: «Даних недостатньо» - Crassula luederitzii — статус: «Найменший ризик» - Crassula maputensis — статус: «Найменший ризик» - Crassula numaisensis — статус: «Найменший ризик» - Crassula tillaea — статус: «Найменший ризик» - Crassula tuberella — статус: «Найменший ризик» - Crassula zombensis — статус: «Найменший ризик» |